# 1ste Bataljon Infanterie
Het 1ste Bataljon Infanterie van het Koninklijk Nederlandsch-Indisch Leger was een Nederlandse koloniale militaire eenheid die actief was in Nederlands-Indië.

## Geschiedenis
Op 7 maart 1942, vlak voor de val van Java, vlogen de Luitenant-gouverneur-generaal Huib van Mook en 14 ambtenaren naar Australië om een Nederlands-Indië-regering op te richten om de strijd voort te zetten. Van Mook werd teruggeroepen naar Londen, maar op 8 april werd de Nederlands-Indische Commissie voor Australië en Nieuw-Zeeland (NINDICOM) opgericht. De Commissie stond onder leiding van Ch. O. van der Plas en bestond verder uit J.E. van Hoogstraten, raden Loekman Djajadiningrat en R.E. Smits. Zijn zetel was gevestigd in Melbourne, waar het hoofdkwartier van de Geallieerde opperbevelhebber in Azië, de Amerikaanse generaal Douglas MacArthur zich toen bevond. De Commissie werkte samen met de Nederlandse ambassadeur Van Aerssen Beyeren in Canberra.
Op 1 juni  1944 werd in Australië in Victory Camp N.S.W. het Ie Bataljon KNIL opgericht. Hiermee was de eerste grote eenheid van het nieuwe KNIL gevormd.
De dienstvakken, later het „Technische Bataljon" onder leiding van Luitenant-kolonel IJsseldijk, bestaande uit BPM- en ex-KPM-personeel, waren bestemd t.b.v. de oliewinning direct na de verovering van de olievelden in Tarakan en Balikpapan.
De wapens onder leiding van de Luitenant-kolonel Breemouer. werden gevormd uit: 
- De 1e en 2e Cie „Overzee", bestaande uit Surinaamse en Antilliaanse Oorlogsvrijwilligers.;
- De 36 N.E.I. Coy „Timor-Coy" in December 1942 geëvacueerd van Timor naar Australië en bestond uit kleine tolken- en gidsen/gevechtsgroepen, die voor een deel waren ingedeeld bij Amerikaanse eenheden in de Pacific 
- Kleine groepen van bevrijde Nederlands Indische krijgsgevangenen op Nieuw-Guinea, de Bismarck-Archipel, e.a. eilanden in de Pacific 
- Uitgezonden Oorlogsvrijwilligers in Nederlands-Indië van personeel van de Prinses Irene Brigade.
De wapens werden op 15 november 1944 omgedoopt tot 1e Bataljon Infanterie, en na de „Jungle Warfare School" te hebben doorlopen, in de strijd gebracht.
1ste Bataljon KNIL (3000 manschappen. Deze bestond op 15 november 1944 uit;
Technische Bataljon (Commandant Lt. Kol. IJsseldijk);
- NICA (Nederlandsch-Indische Civiele Administratie),
- NEFIS (Netherlands Forces Intelligence Service),
- Het Technische Bataljon („Oliebataljon"),
- Papoea-Bataljon (alleen voor inzet op Nieuw-Guinea)
- No. 120 (Netherlands East Indies) Squadron RAAF

1ste Bataljon Infanterie KNIL
- Rudimentaire staf/stafCie
- I Inf.I.
- II Inf.I
- 2 Squadrons van de Militaire Luchtvaart van het Koninklijk Nederlandsch-Indisch Leger (ML-KNIL)

### Tweede Wereldoorlog
9 Januari 1945: Landing van de 936 Amerikaanse Divisie op Biak, en enige weken later op Morotai. Hieraan neemt (in een later stadium) de 1e Inf. I Bat. KNIL deel.
1 Mei 1945: Landing van de 9e Australische Divisie op Tarakan. De 2e Inf. I Bat. neemt deel en lijdt hier haar eerste verliezen.
1 Juli 1945: Landing van de 76 Australische divisie bij Balikpapan. De 1e Inf I Bat maakt deel uit van het eerste landingsechelon.

### Indonesische Onafhankelijkheidsoorlog
Op 4 oktober 1945 arriveert het 1e Bat.Inf. in Batavia
bestaande uit:
- 1e Cie KNIL
- 2e Cie KNIL
- 6e Cie KNIL / beide opgericht te Tarakan uit aldaar bevrijde Ned.-
- 8e Cie KNIL \ Indische krijgsgevangenen.

Vanaf oktober 1945 werd het Bataljon belast met het 'verzekeren van orde en rust' in de zuidelijke en oostelijke randgebieden van Batavia. Op 10 oktober arriveerde de 5 Cie KNIL uit Australië, bestaande uit oorlogsvrijwilligers. Op 8 maart 1948 werd het bataljon opgeheven i.v.m. met demobilisatie. Op 26 mei werd het bataljon heropgericht als 1e Bataljon Infanterie. In februari 1949 werden aan het bataljon toegevoegd: 
- 5e Cie (ex 4-Inf XXII),
- 6e Cie (ex 3-Inf XII),
- 7e Cie (ex 2-Inf XXII) en twee Peloton ex 4-Inf XV.
- 6-Inf I en 7-Inf I opereerden buiten Bataljonsverband onder bevel C-W Brigade en C-V Brigade.[2]

Soldaten van Inf I hadden de bijnaam 'de Matjans' (de Tijgers) vanwege hun camouflage pakken (Jungle warfare suits).

## Commandanten
- Luitenant-generaal Ludolph Hendrik van Oyen 1944-1946
- Luitenant-kolonel IJsseldijk 1944-1945
- Luitenant-kolonel Breemouer. 1944-1945
- Luitenant-kolonel F. Mollinger 1945-1946
- Luitenant-kolonel P.G. Koopmans 1946-1949
- Luitenant-kolonel C. de Jong 1949-1950
- Kapitein J.W. Zijlstra, commandant van de 1e Inf. I Bat.

## Afbeeldingen

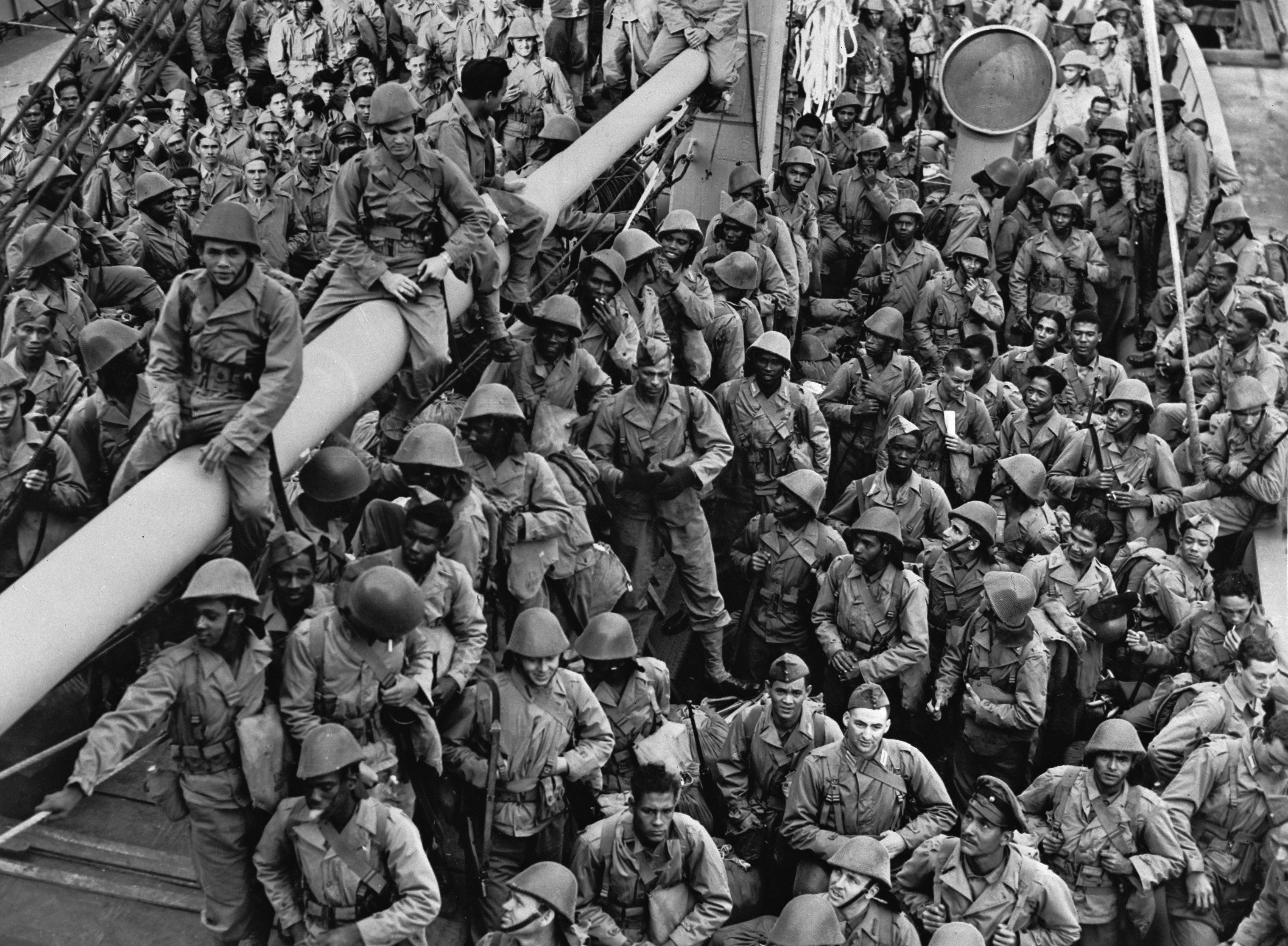
Vanuit Suriname arriveren Nederlanders, Caribische Indianen, Creolen, samen met Javanen en Hindoestanen in Australië (1944)
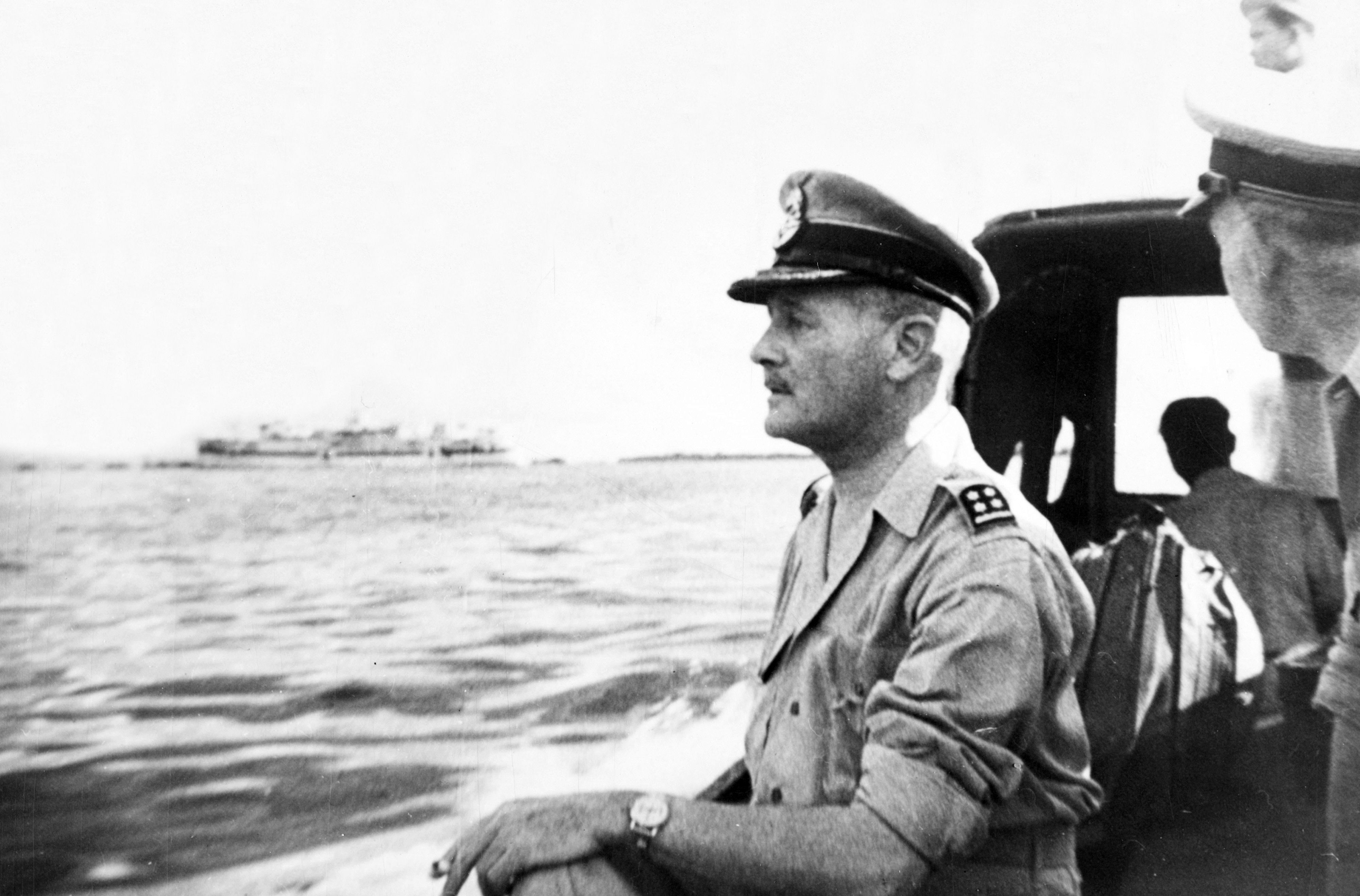
Waarnemend commandant KNIL-commandant Lt-Gen van Oyen (links) en Lt-Kol Dr. Brandon (rechts) worden na het bezoek aan een locatoe op Tarakan eiland door een LST teruggebracht  naar Lingkas. (1945)
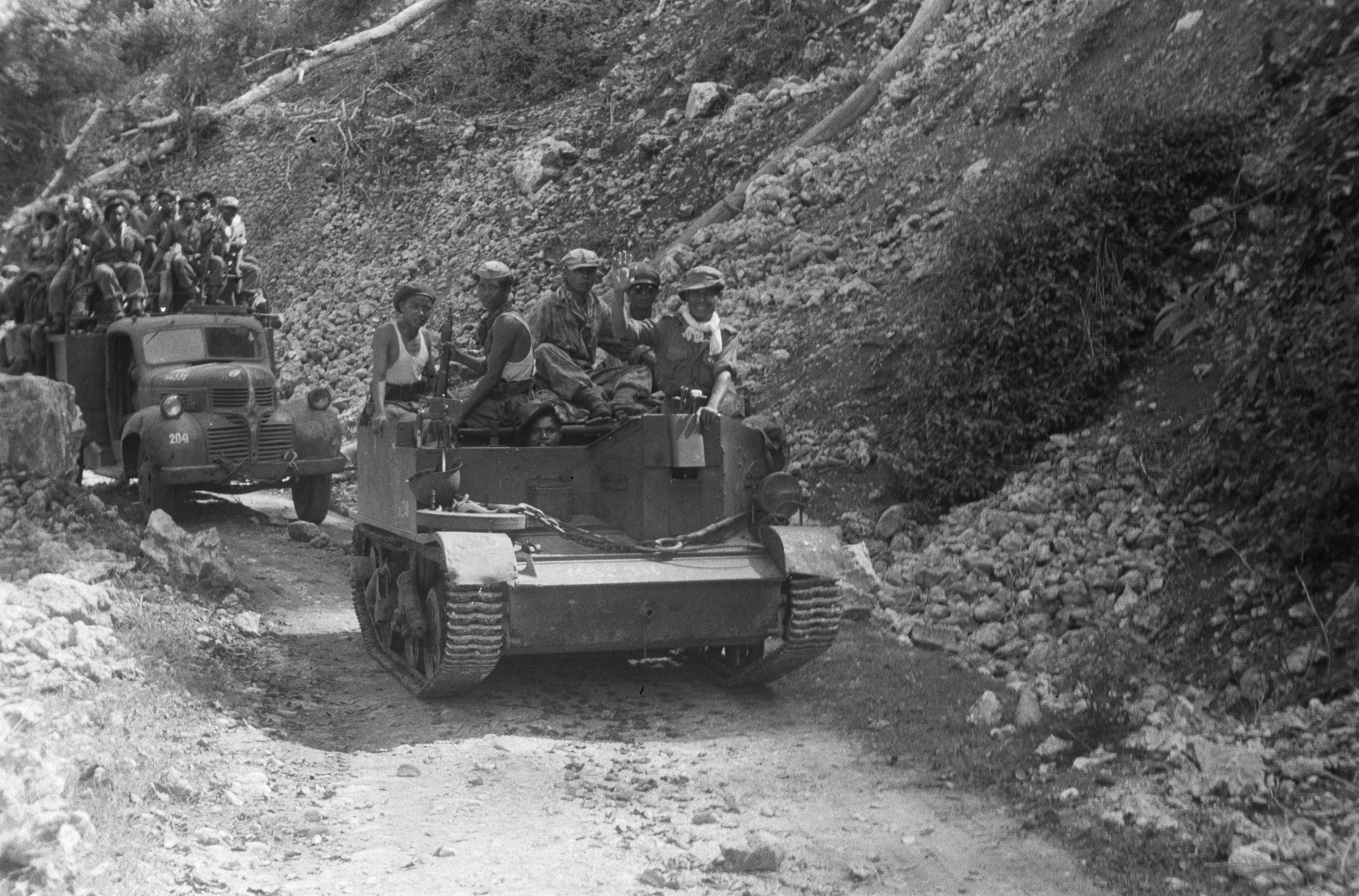
Het bekend geworden KNIL-bataljon Infanterie I